# Sardia pluto
Sardia pluto är en insektsart som först beskrevs av George Willis Kirkaldy 1906.  Sardia pluto ingår i släktet Sardia och familjen sporrstritar. Utöver nominatformen finns också underarten S. p. pallidior.